# Manhattan Love Story
Manhattan Love Story je americký komediální televizní seriál stanice ABC, jehož tvůrce je Jeff Lowell. Seriál měl premiéru 30. září 2014. Dne 25. října byla oznámeno, že stanice seriál po čtyřech dílech ruší a další epizody nebudou odvysílané. Ty byly posléze vydány na VoD serverech.

## Děj
Seriál zachycuje příběh mladého páru z Manhattenu a jejich vnitřní myšlenky od začátku jejich vztahu.

## Obsazení a postavy
- Lio Tipton[pozn. 1] jako Dana Hopkins: mladá žena, původně z malého městečka se přestěhovala do New Yorku za úspěchem v práci a v lásce
- Jake McDorman jako Peter Copper : rodák z New Yorku
- Nicolas Wright jako David Cooper: Peeterův bratr, Amy manžel
- Jade Catta-Preta jako Amy Cooper: Davidova manželka a Dany kamarádka ze sesterstva
- Chloe Wepper jako Chloe Cooper: nevlastní sestra Davida a Petera
- Kurt Fuller jako William Cooper: Peterův, Davidovo a Chloe otec, vlastní firmu ve které pracují jeho děti

## Kritika
Seriál obdržel mix negativních recenzí od kritiků. Na Rotter Tomatoes seriál má 29 % založených na 41 recenzí s hodnocením 4,8 z 10. Na Metacritic show obdržela skóre 42 ze 100, založeno na 24 kritikách.